# Myrsine pearcei
Myrsine pearcei es una especie de planta con flor en la familia de las Myrsinaceae. 
Es endémica del Cuzco, Perú. Está amenazada por pérdida de hábitat. 

## Fuente
- World Conservation Monitoring Centre 1998. Myrsine pearce. 2006 IUCN Lista Roja de Especies Amenazadas; bajado 22 de agosto de 2007

- Datos: Q5228198